# August Froehlich (Pfarrer)
August Froehlich (* 26. Januar 1891 in Königshütte, Oberschlesien; † 22. Juni 1942 im KZ Dachau) war ein oberschlesischer römisch-katholischer Priester, Pfarrer, Widerstandskämpfer gegen den Nationalsozialismus, Zwangsarbeiter und Märtyrer.

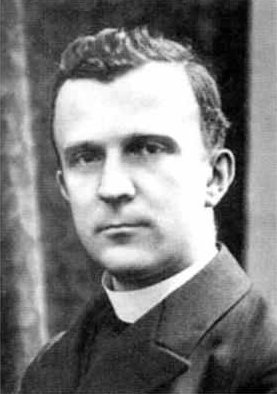
August Froehlich, 1928

## Leben

### Herkunft und Jugend

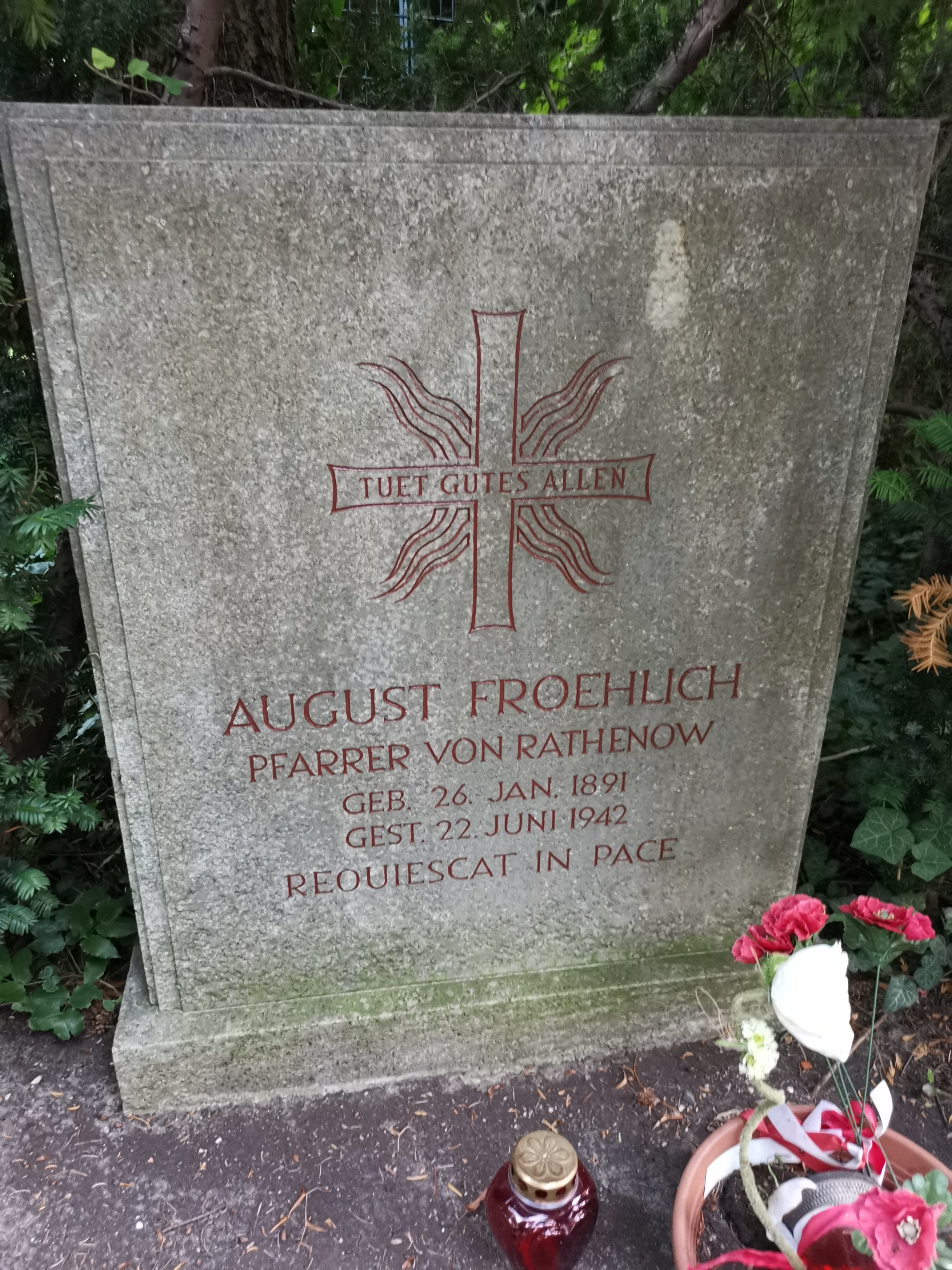
Grab auf dem Friedhof der St.-Matthias-Gemeinde in Berlin-Tempelhof

August Froehlich wurde am 26. Januar 1891 in Königshütte/Oberschlesien in einer wohlhabenden oberschlesischen Mühlenbesitzer- und Großkaufmannsfamilie (Mehl- und Kolonialwaren) als zweites von fünf Kindern des Ehepaars Anton (1860–1931) und Johanna Froehlich (geb. Sock) geboren. Sein Vater war aus Königsdorf im Kreis Leobschütz/Głubczyce zur Lehre nach Königshütte gekommen. Er war später Eigentümer der „Ersten Königshütter Dampfmühle“ und Vorsitzender Aufsichtsrat der Śląski Bank Ludowy Królewska Huta, G.-Śl. (= Schlesische Volksbank Königshütte, O/S.). Die Großfamilie Froehlich/Fröhlich stammte aus der Ortschaft Kasimir im Siedlungsgebiet zwischen Leobschütz und Oberglogau.
Da August Froehlich Probleme in der Schule von Königshütte hatte, konnte er auf seinen Wunsch hin eine Privatschule in Breslau besuchen. Nach zwei Jahren wechselte er zum Gymnasium nach Liegnitz, um dort sein Abitur zu machen.
1912 begann August Froehlich sein Theologiestudium in Breslau, wo er auch Mitglied der dortigen Studentenvereinigung Regiotabernia wurde. Nach dem Ausbruch des Ersten Weltkrieges erreichte ihn zu Weihnachten 1914 kurz vor seiner Priesterweihe der Gestellungsbefehl zum Kaiser Alexander Garde-Grenadier-Regiment Nr. 1. Seine militärische Grundausbildung erhielt er in Berlin. Am 3. Juli 1915 wurde er an der Ostfront im Südosten Russisch-Polens bei Zamość schwer verletzt. Russische Soldaten des 2. Sibirischen Korps, die den durch einen Gesichtsdurchschuss schwer Verletzten nicht gefangen nehmen wollten, stießen ihm ihre Bajonette in Bauch und Hals. Da sie ihn für tot hielten, ließen sie ihn liegen. Am nächsten Tag fanden ihn deutsche Sanitäter. Nach seiner Rekonvaleszenz im Lazarett in Glogau wurde er an die Westfront geschickt, wo er erneut verletzt wurde. Er war in einem Lazarettzug ungefähr zehn Tage unterwegs, und als er bis Schlesien gekommen war, ließ er sich eine Überweisung nach Königshütte geben, um dort ausgeheilt zu werden. Dort stellte sich heraus, dass er neben den Schussverwundungen auch an der berüchtigten Heeresgrippe erkrankt war. Im Frühjahr 1918 wurde ihm der Rang eines Leutnants verliehen, und er wurde mit dem Eisernen Kreuz 1. und 2. Klasse ausgezeichnet. Am 8. Oktober 1918 geriet er in britische Kriegsgefangenschaft. Er kam in das Gefangenenlager Lufthouse-Park bei Hull in England. Im ersten halben Jahr mussten die Gefangenen stark hungern. Später durften sie sich von zu Hause durch das Rote Kreuz Pakete zukommen lassen. Froehlich erhielt Brot und Fleisch in Büchsen aus Königshütte. Ein Jahr nach Kriegsende wurde er aus der Kriegsgefangenschaft entlassen.

### Priesterliche Tätigkeit
Nach der fünfjährigen Unterbrechung seines Studiums durch das Soldatenleben fragte sich Fröhlich, ob er überhaupt noch Priester werden könne. Der Tod seiner Mutter, die vor seiner Heimkehr gestorben war, hatte ihn tief erschüttert. Im Oktober 1920 kehrte er daher ins Alumnat nach Breslau zurück. Sowohl unter Kardinal Kopp wie auch unter Kardinal Bertram waren Theologiestudenten verpflichtet, an Polnisch-Sprachkursen teilzunehmen, und die aus dem mehrsprachigen Oberschlesien stammenden Studenten mussten ein Sonderexamen, das „Große Polonicum“, ablegen zum Nachweis ihrer Fähigkeit, den Religionsunterricht und die Predigt auf Polnisch halten zu können.
Am 19. Juni 1921 empfing August Froehlich durch Kardinal Adolf Bertram im Breslauer Dom die Priesterweihe, in Zeiten schwerer Unruhen und bewaffneter Kämpfe. Die Volksabstimmung in Oberschlesien hatte erst wenige Monate zuvor, am 20. März 1921, stattgefunden. Die Primizfeier fand in der Heimatpfarrei St. Barbara in Königshütte am 27. Juni 1921 statt. Froehlich hatte Glück, er war der einzige seiner Kommilitonen, der seine Primiz zu Hause feiern konnte, dank einer Reiseerlaubnis der Behörden in Königshütte. Daraufhin wurde er von der Diözese Breslau in der Fürstbischöflichen Delegatur eingesetzt und war in Berlin und Pommern tätig.

#### Kaplan in Berlin
Seine Kaplansjahre verbrachte August Froehlich in Berlin (1921–1924 an St. Eduard/Neukölln, 1924–1928 an St. Bonifatius/Kreuzberg, 1928–1929 an St. Marien/Spandau und 1929–1931 an St. Thomas von Aquin/Charlottenburg), welche von der wirtschaftlichen Not der Nachkriegszeit und ihren Inflationshöhepunkten (1922/23) überschattet waren. Froehlich setzte einen Großteil seines väterlichen Erbes und seines Einkommens zur Unterstützung Not leidender Familien ein. Er unterstützte das „Presse-Apostolat“ mit der Verbreitung der katholischen Tagespresse (Germania und Märkische Volkszeitung) und des Kirchenblattes, damit den Katholiken eine Alternative zur nichtchristlichen, teils militanten antichristlichen Presse an die Hand gegeben werden konnte. Religionsunterricht und Jugendseelsorge lagen ihm sehr; sein erzählender Predigtstil sprach Jugendliche besonders an, während er bei Erwachsenen und seinen vorgesetzten Pfarrern auf Kritik stieß. Mit der Gründung des Bistums Berlin im Jahr 1930 wurde Froehlich Berliner Diözesanpriester.

#### Kirchenrektor der St.-Pauls-Kirche in Dramburg
Eine erste selbständige Stelle als Seelsorger trat August Froehlich im April 1931 an der Lokalie St. Joseph in Rudow an, bat jedoch wegen Differenzen mit dem Kirchenchor bereits 1932 um Versetzung. Das Bistum Berlin ernannte ihn zum Kuratus an St. Paulus in Dramburg (Pommern), wo er am 1. Juli 1932 eintraf. Die Gemeinde bestand aus 400 Katholiken, von denen nicht einmal 50 in der Stadt wohnten, die übrigen in 80 Kilometer Umkreis. Froehlich kaufte daher von seinem väterlichen Erbe ein kleines Auto.
1934 lehnte August Froehlich Sammlungen für den NS-Staat wie das Winterhilfswerk ab, um seine eigenen caritativen Bemühungen aufrechterhalten zu können. Dies veranlasste den örtlichen NSDAP-Ortsgruppenleiter dazu, den Geistlichen öffentlich bloßzustellen. Ferner lehnte Pfarrer Froehlich den Hitlergruß ab. In einem mehrere Punkte umfassenden Schreiben vom 23. September 1935 an die Reichsarbeitsdienstgruppe Bad Polzin legte er seine Gründe dar, warum er seine Briefe mit Grüß Gott ende:

„Ich grüsse und endige meine Briefe mit Grüß Gott aus folgenden Gründen: Grüß Gott ist bei Christen und Gelobt sei Jesus Christus bei Katholiken ein alter deutscher Gruß. (…) In einem früheren Schreiben lehnten Sie die Bekanntgabe des Gottesdienstes ab, weil damit nach ihrer Meinung ein Druck ausgeübt würde. Ich bitte Sie, vermeiden Sie auch jeden Druck, um Ihre politische Weltanschauung zu verbreiten, wie Sie es von mir erwarten, dass ich es mit meiner religiösen Weltanschauung tue. Politische und religiöse Weltanschauungen werden durch Überzeugung, niemals aber durch Druck gewonnen. (…) Laut Konkordat, d. h. auf das Wort des Führers hin, ist jedem Katholiken freie religiöse Betätigung zugesagt. Ich bin darum stolz auf die Uniform des Priesters und auf den katholischen Gruß, wie Sie es auch auf ihre Uniform und Gruß sind. Ich habe mindestens ebensoviel Mut, diese Uniform und diesen Gruß zu zeigen, wie ich es auch bei Ihnen voraussetze.“

Mit Energie und Gewissenhaftigkeit ging Pfarrer Froehlich allen Schwierigkeiten und Übergriffen nach, die ihm in den acht Arbeitsdienstlagern und Landjahrheimen in seinem Gemeindegebiet begegneten, sei es, dass die Bekanntgabe des katholischen Gottesdienstes in den Lagern und Heimen verweigert oder deren Teilnahme unmöglich gemacht wurde. 1937 begleitete Hans Fest, der Vater des Journalisten, Publizisten und Historikers Joachim Fest, Pfarrer Froehlich zum Bahnhof in Berlin. In der Nacht zuvor waren jüdische Eisdielen mit Teer beschmiert worden. Vor dem Bahnhof Berlin-Karlshorst sah Froehlich eine solche Schmähschrift, um die sich zahlreiche Menschen versammelt hatten. Froehlich rief: „Muss man sich da nicht schämen, dass in Deutschland so etwas möglich ist?“ Daraufhion wurden seine Personalien festgestellt.

#### Pfarrer von Rathenow
Am 1. April 1937 wurde Froehlich zum Pfarrer von St. Georg in Rathenow ernannt. In Rhinow rief der Hauptlehrer: Sie sind ein Staatsfeind!, als Pfarrer Froehlich vor allen zum Gottesdienst versammelten Gläubigen das provozierende Heil Hitler! des Lehrers mit Grüß Gott! beantwortete. Froehlich forderte darauf den Bürgermeister auf, ihn entweder als „Staatsfeind“ anzuzeigen oder den Lehrer zur Rechenschaft zu ziehen; der Bürgermeister legte die Angelegenheit gütlich bei.
In Rathenow und Umgebung wurden nach Ausbruch des Zweiten Weltkriegs zahlreiche polnische Zwangsarbeiter aus dem besetzten Polen in der Industrie und der Landwirtschaft eingesetzt. Da den polnischen Katholiken die Teilnahme am deutschen Gottesdienst verboten war, feierten Pfarrer August Froehlich und sein Kaplan sonntags eigene Gottesdienste mit den Zwangsarbeitern. Als er von der Misshandlung polnischer Zwangsarbeiterinnen bei der optischen Rüstungsfirma Emil Busch A.G. hörte (u. a. die einer schwangeren Frau), brachte er diese mutig und entschlossen zur Anzeige beim zuständigen Arbeitsamt und der Betriebsleitung der Firma Busch, vermutlich nicht wissend, dass ihr zuständiger Personalreferent Heinrich Meierkord SA-Führer war und auch seinen jüdischen Amtsbruder Max Abraham ins KZ gebracht hatte.

### Haft und Tod
Vom 20. März bis 8. April 1941 wurde Pfarrer Froehlich in Potsdam in Schutzhaft genommen, kam jedoch gegen Hinterlegung einer Kaution von 500 Reichsmark frei. Schriftlich teilte er der Gestapo mit, dass er als Christ „allen Gesetzen des Staates, gerechten wie ungerechten, den Gehorsam nicht versagen“ werde. „Nur unmoralischen Gesetzen werde ich mit passivem Widerstand begegnen. Denn ich will lieber sterben als  sündigen.“
Am 20. Mai 1941 wurde er erneut verhaftet, am 28. Juli 1941 vom Potsdamer Gefängnis aus ins KZ Buchenwald überführt und der Strafkompagnie zugeteilt. Diese Häftlinge wurden besonders schlecht behandelt und hatten im Steinbruch knochenhart bei jedem Wetter und mit wenig Nahrung zu arbeiten. In kurzer Zeit hatte er über hundert Pfund abgenommen, und sein Kopf war mit Geschwüren bedeckt. In Buchenwald log man ihm vor, er werde frei werden, dies könne aber in diesem Zustand nicht geschehen, weshalb er nach Dachau käme, um sich dort zu „erholen“. Vom KZ Buchenwald wurde er ins KZ Ravensbrück verlegt und schließlich in den Pfarrerblock des KZ Dachau, wo er angeblich aufgrund von „Versagen von Herz und Kreislauf, bei Darmkatarrh“ am 22. Juni 1942 starb. Die Arolsen Archives fügen diesbezüglich an, dass bei Dokumenten aus den Konzentrationslagern die dort gemachten Angaben zum Todeszeitpunkt und zu den Todesumständen grundsätzlich in Frage zu stellen sind, da die SS versuchte, durch standardisierte Einträge von Todesarten, die oft wie aus einem Vorgabenkatalog hundert- und tausendfach vergeben wurden, ihre Verbrechen zu verschleiern.
„Man schnitt ihm den Kopf ab, stellte diesen auf einen Tisch in einen Plastikkragen und setzte ihm einen Lorbeerkranz auf.“ Die zum KZ Dachau angereisten Verwandten erhielten in einer Tüte einige mit Blut getränkte Kleidungsstücke und wurden gezwungen zu unterschreiben, dass sie niemandem von dem hier Geschehenen erzählen würden.
Obwohl die Bekanntgabe des Tages seiner Beisetzung verboten worden war und trotz strömenden Regens fanden sich am 28. Juli 1942 Tausende zu Froehlichs Beerdigung auf dem Matthias-Friedhof in Berlin zusammen, als Zeichen eines stummen Protestes.

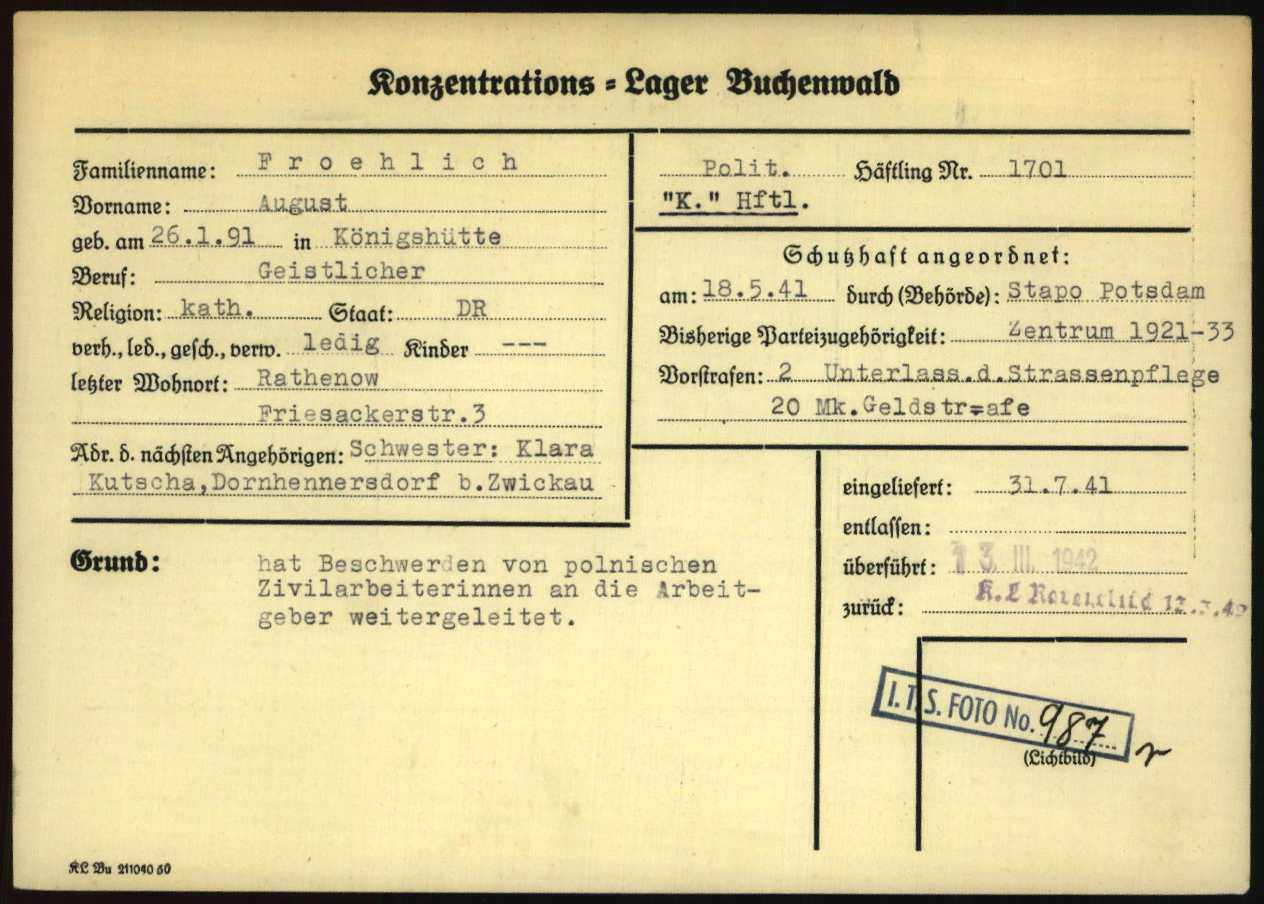
Registrierungskarte im nationalsozialistischen Konzentrationslager Buchenwald.
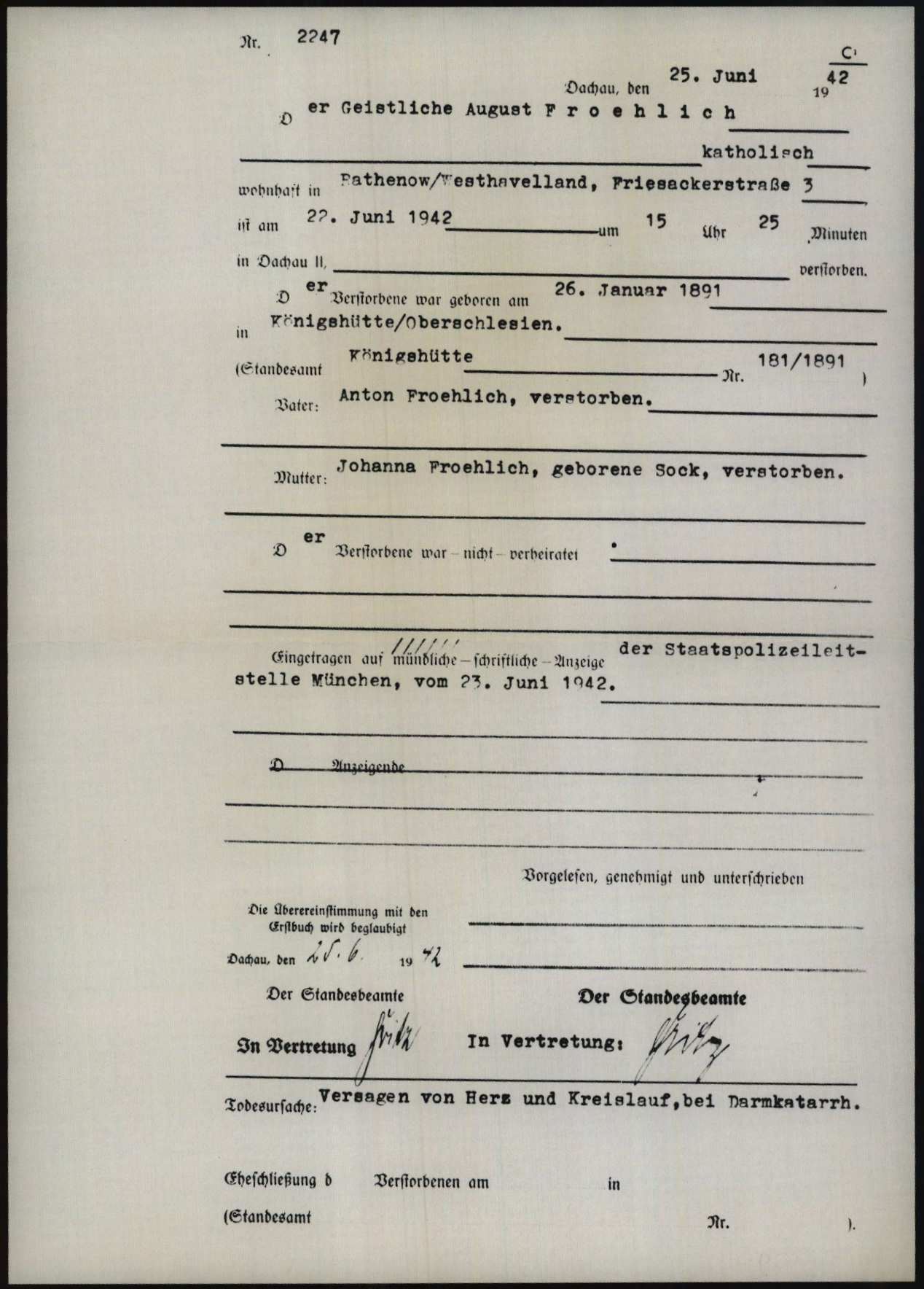
Sterbeurkunde (Dachau).

## Auszeichnungen
- Eisernes Kreuz 1. und 2. Klasse (1914–1918)

## Gedenken
- An sein Schicksal erinnern Gedenktafeln in der Sankt-Hedwigs-Kathedrale in Berlin-Mitte, am Pfarrhaus von St. Joseph in Berlin-Alt-Rudow und an der Kirche St. Georg in Rathenow.
- Beim Katholikentag 1980 begann die Buß-Prozessionen der Heimatvertriebenen am Grabe von Pfarrer August Froehlich mit einer Kranzniederlegung durch Bischof Janssen von Hildesheim, der zusammen mit den Apostolischen Visitatoren daraufhin die Prozession zur Kirche Maria Frieden anführte.[11]
- Ehrengrab des Erzbistums Berlin auf dem St. Matthias-Friedhof, Berlin-Tempelhof, Reihe der Priestergräber, Nr. 29.
- Bischof Czesław Domin weihte am 2. Dezember 1993 eine zweisprachige Gedenktafel in der St.-Paul-Kirche in Drawsko Pomorskie (Dramburg) ein.
- In Berlin-Rudow wurde ab 26. Oktober 1985 die August-Froehlich-Straße nach ihm benannt und in Rathenow die Pfarrer-Froehlich-Straße.
- In Drawsko Pomorskie wurde ab 28. August 2014 die plac ks. Augusta Froehlicha nach ihm benannt.
- Die katholische Kirche hat Pfarrer August Froehlich als Glaubenszeugen des christlichen Glaubens in das deutsche Martyrologium des 20. Jahrhunderts aufgenommen.

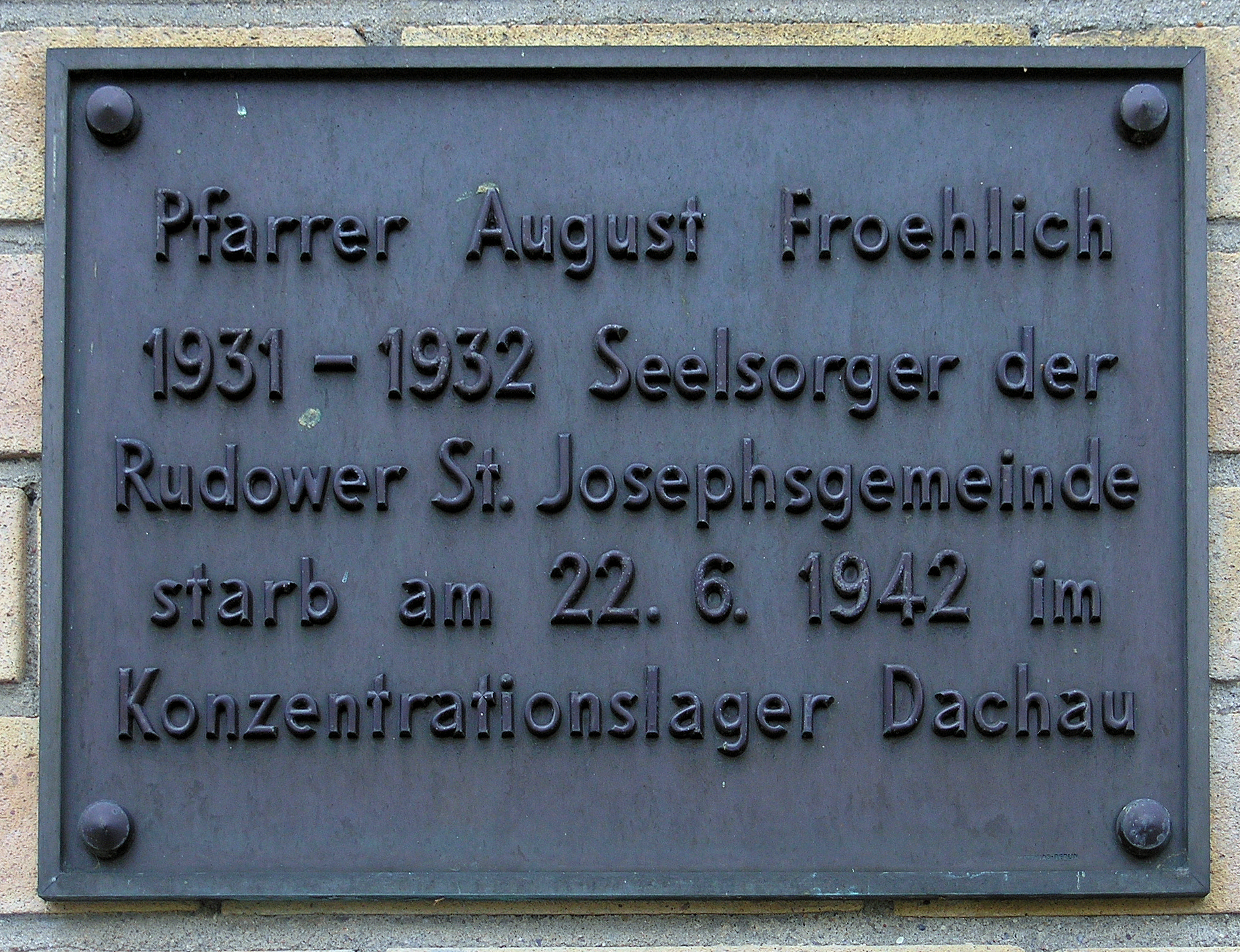
Gedenktafel in Berlin-Alt-Rudow, St. Joseph-Kirche
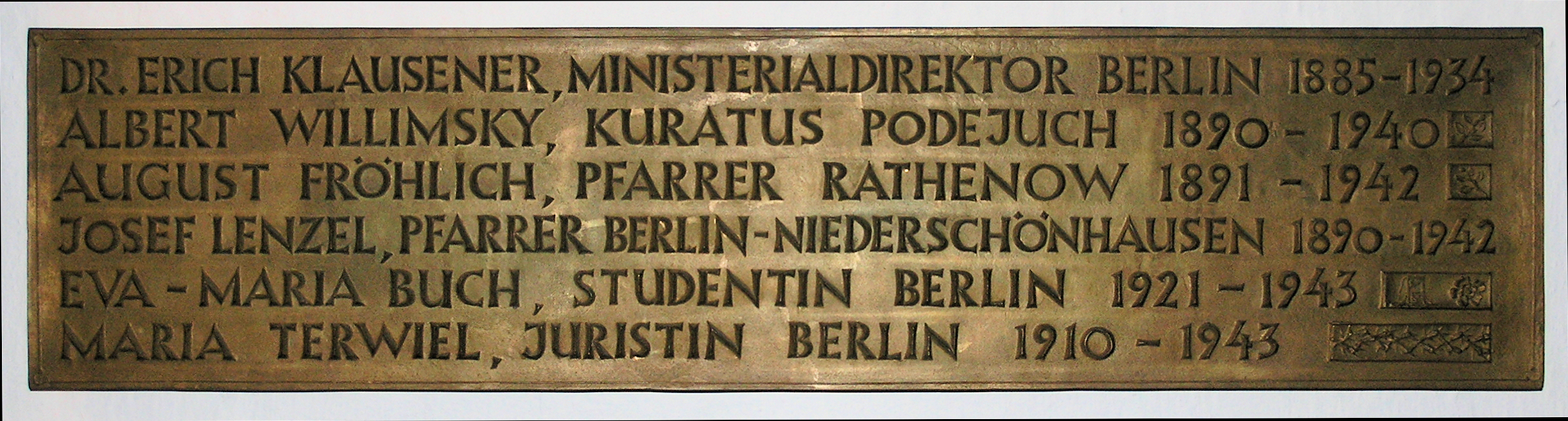
Gedenktafel der Martyrer der NS-Zeit in der Krypta der Sankt-Hedwigs-Kathedrale in Berlin-Mitte
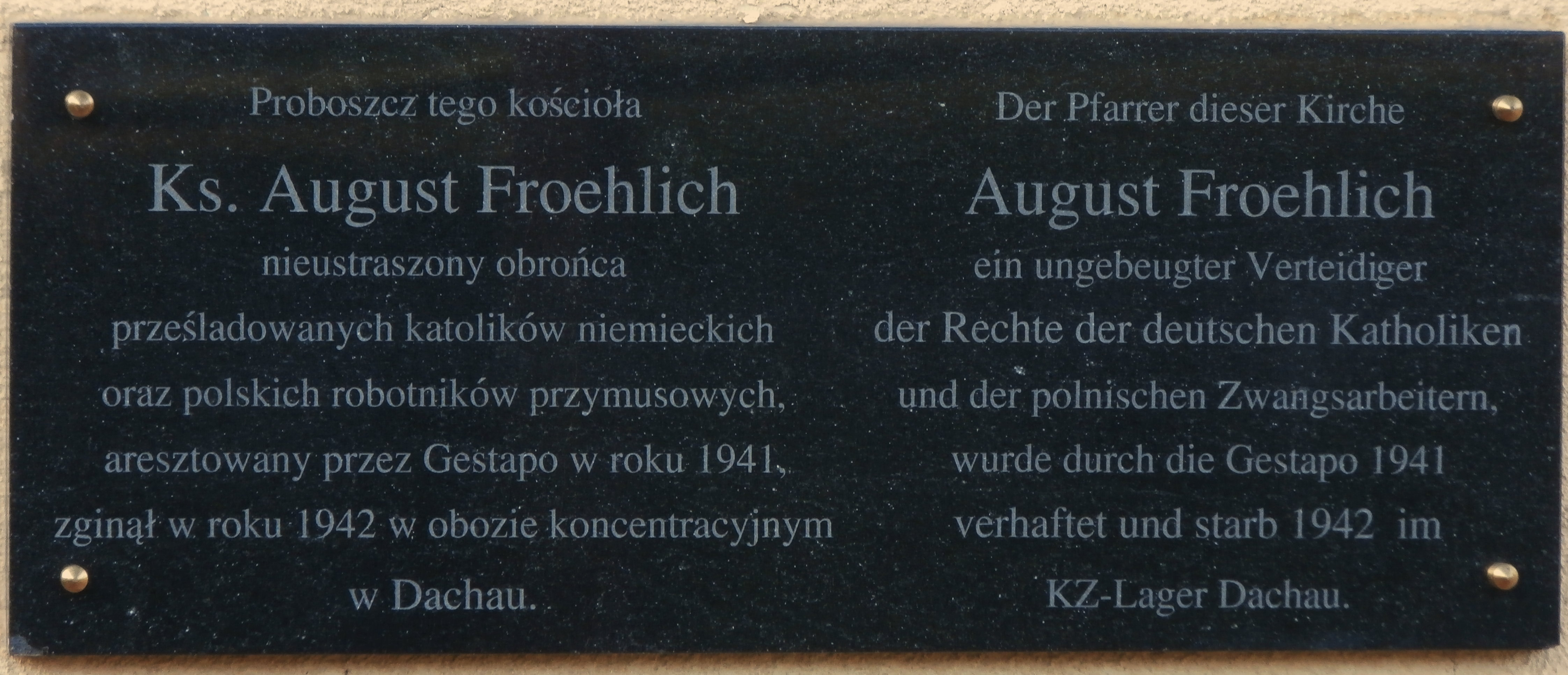
Zweisprachige Gedenktafel an der Fassade der St.-Paul-Kirche in Drawsko Pomorskie
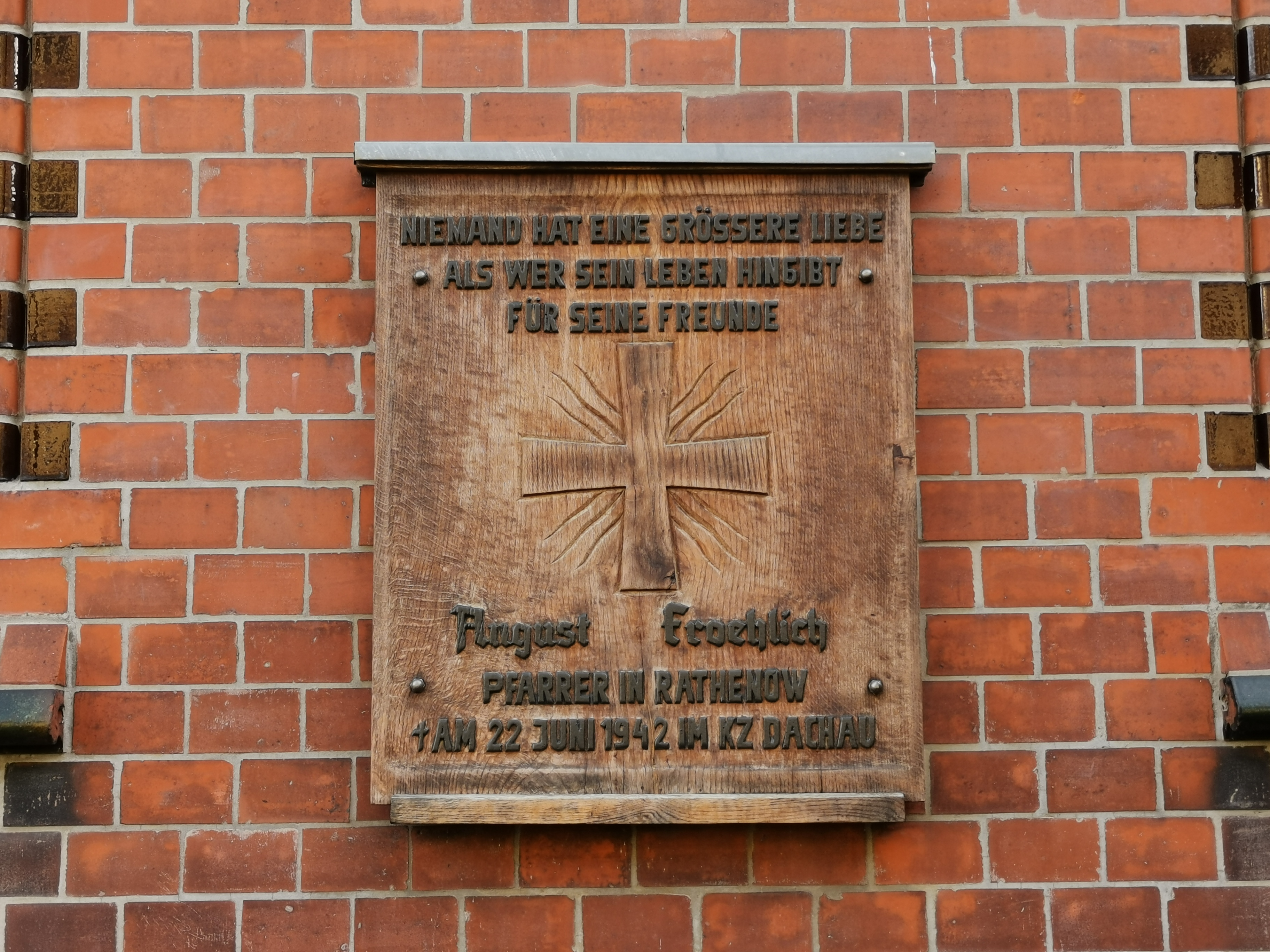
Gedenktafel am Pfarrhaus von St. Georg in Rathenow